# Provincia de Ganzourgou
Ganzourgou es una de las 45 provincias de Burkina Faso, su capital es Zorgho.

## Departamentos (población estimada a 1 de julio de 2018)
La provincia está dividida en siete departamentos:
- Boudry 109,196
- Kogho 21,685
- Méguet 45,907
- Mogtédo 72,011
- Salogo 29,524
- Zam 55,390
- Zorgho 64,907
- Zoungou 41,212